# Euadne (Tochter des Poseidon)
Euadne (altgriechisch Εὐάδνη Euádnē) ist in der griechischen Mythologie eine Tochter des Poseidon mit der lakonischen Heroine Pitane, der Tochter des Flussgottes Eurotas.
Sie wuchs bei Aipytos am Alpheios auf. Möglicherweise war sie in einer ursprünglichen Sagenfassung auch dessen Tochter. Von Apollon, der sich durch ihre Schönheit angezogen fühlte, heimlich geschwängert, gebar sie den Iamos. Da sie sich dieser Schwangerschaft schämte, setzte sie das neugeborene Kind zwischen Veilchen in einem Gebüsch aus, wo es von Schlangen mit Honig ernährt wurde. Durch Apollon mit der Sehergabe ausgestattet, war Iamos der Begründer der Iamiden, einer Priesterfamilie in Olympia.